# Syfania giraudeaui
Syfania giraudeaui är en fjärilsart som beskrevs av Charles Oberthür 1893. Syfania giraudeaui ingår i släktet Syfania och familjen nattflyn. Inga underarter finns listade i Catalogue of Life.